# Rallye Finnland 1975
Die 25. Rallye Finnland (auch 1000-Seen-Rallye genannt) war der 7. Lauf zur Rallye-Weltmeisterschaft 1975. Sie fand vom 29. bis zum 31. August in der Region von Jyväskylä statt.

## Klassifikationen

### Endergebnis
| Rang | Fahrer            | Co-Pilot              | Auto               | Zeit (Std./Min./Sek.) | Rückstand Sieger(Min./Sek.) Rückstand V (Min./Sek.) |
| ---- | ----------------- | --------------------- | ------------------ | --------------------- | --------------------------------------------------- |
| 1    | Hannu Mikkola     | Atso Aho              | Toyota Corolla     | 2:52:33               | 00:00                                               |
| 2    | Simo Lampinen     | Juhani Markkanen      | Saab 96 V4         | 2:53:47               | 01:14                                               |
| 3    | Timo Mäkinen      | Henry Liddon          | Ford Escort RS1800 | 2:54:35               | 02:02 00:48                                         |
| 4    | Per Eklund        | Björn Cederberg       | Saab 96 V4         | 2:54:40               | 02:07 00:5                                          |
| 5    | Anders Kulläng    | Claes-Göran Andersson | Opel Ascona        | 2:57:27               | 04:54 02:47                                         |
| 6    | Timo Salonen      | Jaakko Markkula       | Datsun 160J        | 2:58:11               | 05:38 44:00                                         |
| 7    | Jari Vilkas       | Juhani Soini          | Saab 96 V4         | 3:00:29               | 07:56 02:18                                         |
| 8    | Erik Aaby         | Monty Karlan          | Ford Escort RS1600 | 3:02:26               | 09:53 01:57                                         |
| 9    | Kyösti Hämäläinen | Urpo Vihervaara       | Chrysler Avenger   | 3:02:51               | 10:18 00:25                                         |
| 10   | Antero Laine      | Raimo Alm             | Saab 96 V4         | 3:04:28               | 11:55 01:37                                         |

Insgesamt wurden 60 von 98 gemeldeten Fahrzeuge klassiert:

### Herstellerwertung
| Pos. | Team    | Punkte |
| ---- | ------- | ------ |
| 1    | Lancia  | 55     |
| 2    | Fiat    | 43     |
| 3    | Peugeot | 40     |
| 4    | Opel    | 33     |
| 5    | Alpine  | 33     |

Die Fahrer-Weltmeisterschaft wurde erst ab 1979 ausgeschrieben.